# Episodi di Jams (prima stagione)
La prima stagione di Jams è stata trasmessa dall'11 al 22 marzo 2019 sul canale Rai Gulp. Le puntate sono state rese disponibili in anteprima su RaiPlay dal 6 marzo 2019.
| nº | Titolo           | Prima TV      |
| -- | ---------------- | ------------- |
| 1  | Episodio uno     | 11 marzo 2019 |
| 2  | Episodio due     | 12 marzo 2019 |
| 3  | Episodio tre     | 13 marzo 2019 |
| 4  | Episodio quattro | 14 marzo 2019 |
| 5  | Episodio cinque  | 15 marzo 2019 |
| 6  | Episodio sei     | 18 marzo 2019 |
| 7  | Episodio sette   | 19 marzo 2019 |
| 8  | Episodio otto    | 20 marzo 2019 |
| 9  | Episodio nove    | 21 marzo 2019 |
| 10 | Episodio dieci   | 22 marzo 2019 |